# Ника (кинопремия, 1991)
4-я церемония вручения наград национальной кинематографической премии «Ника» за заслуги в области советского кинематографа за 1990 год состоялась в 1991 году в Центральном Доме кинематографистов.

## Список лауреатов и номинантов

### Основные категории
• Победители выделены отдельным цветом. 
| Категории                           | Лауреаты и номинанты                                                                                       |
| ----------------------------------- | --- |
| Лучший игровой фильм                | • Астенический синдром (режиссёр: Кира Муратова) Одесская киностудия                                       |
| Лучший игровой фильм                | • Замри — умри — воскресни! (режиссёр: Виталий Каневский) «Ленфильм»                                       |
| Лучший игровой фильм                | • Такси-блюз (режиссёр: Павел Лунгин) студия «Троицкий мост», «Ленфильм»                                   |
| Лучший документальный фильм         | • Так жить нельзя (режиссёр: Станислав Говорухин) «Мосфильм»                                               |
| Лучший документальный фильм         | • Жили-были «Семь Симеонов» (режиссёры: Герц Франк, Владимир Эйснер) Восточно-сибирская студия кинохроники |
| Лучший документальный фильм         | • Я служил в охране Сталина (режиссёр: Семён Аранович) «Ленфильм»                                          |
| Лучший научно-популярный фильм      | • Вспоминая Бориса Пастернака (режиссёр: Борис Головня) «Центрнаучфильм»                                   |
| Лучший научно-популярный фильм      | • Еврейское кладбище (режиссёры: Юрий Марьямов, Рафаил Нахманович) «Центрнаучфильм»                        |
| Лучший научно-популярный фильм      | • Толкование сновидений (режиссёр: Андрей Загданский) «Киевнаучфильм»                                      |
| Лучший анимационный фильм           | • Оплеуха (режиссёр: Бондо Шошотаишвили) «Грузия-фильм»                                                    |
| Лучший анимационный фильм           | • Любовь и смерть картошки обыкновенной (режиссёр: Наталья Марченкова) «Киевнаучфильм»                     |
| Лучший анимационный фильм           | • 5/4 (режиссёр: Иван Максимов) студия «Пилот»                                                             |
| Лучшая режиссёрская работа          | • Станислав Говорухин за документальный фильм «Так жить нельзя»                                            |
| Лучшая режиссёрская работа          | • Виталий Каневский — «Замри — умри — воскресни!»                                                          |
| Лучшая режиссёрская работа          | • Кира Муратова — «Астенический синдром»                                                                   |
| Лучшая сценарная работа             | • Станислав Говорухин — «Так жить нельзя»                                                                  |
| Лучшая сценарная работа             | • Павел Лунгин — «Такси-блюз»                                                                              |
| Лучшая сценарная работа             | • Сергей Попов, Александр Чёрных, Кира Муратова — «Астенический синдром»                                   |
| Лучшая мужская роль                 | • Иннокентий Смоктуновский — «Дамский портной» (за роль Исаака)                                            |
| Лучшая мужская роль                 | • Пётр Мамонов — «Такси-блюз» (за роль Алексея Селиверстова)                                               |
| Лучшая мужская роль                 | • Сергей Шакуров — «Собачий пир» (за роль Аркадия)                                                         |
| Лучшая женская роль                 | • Наталья Гундарева — «Собачий пир» (за роль Жанны)                                                        |
| Лучшая женская роль                 | • Вия Артмане — «Катафалк» (за роль Евгении Андреевны)                                                     |
| Лучшая женская роль                 | • Маргарита Терехова — «Только для сумасшедших» (за роль медсестры Риты)                                   |
| Лучшая роль второго плана           | • Светлана Крючкова — «Оно», «СВ. Спальный вагон» и «Царская охота»                                        |
| Лучшая роль второго плана           | • Ольга Антонова — «Астенический синдром» (за роль Натальи Ивановны)                                       |
| Лучшая роль второго плана           | • Валентин Гафт — «Пиры Валтасара, или Ночь со Сталиным» (за роль Лаврентия Берии)                         |
| Лучшая операторская работа          | • Денис Евстигнеев — «Такси-блюз»                                                                          |
| Лучшая операторская работа          | • Александр Княжинский — «Закат»                                                                           |
| Лучшая операторская работа          | • Сергей Онуфриев — «Поездка в Висбаден»                                                                   |
| Лучшая музыка к фильму              | • Микаэл Таривердиев — «Загадка Эндхауза»                                                                  |
| Лучшая музыка к фильму              | • Владимир Дашкевич — «Катала»                                                                             |
| Лучшая музыка к фильму              | • Александр Зацепин — «Частный детектив, или Операция „Кооперация“»                                        |
| Лучшая работа звукооператора        | • Роланд Казарян — «Мать»                                                                                  |
| Лучшая работа звукооператора        | • Юрий Михайлов — «Камышовый рай»                                                                          |
| Лучшая работа звукооператора        | • Энн Сяде — «Только для сумасшедших»                                                                      |
| Лучшая работа художника             | • Борис Бланк — «Мать Иисуса»                                                                              |
| Лучшая работа художника             | • Валерий Кострин, Леван Лазишвили, Анатолий Панфилов, Франческо Куппини — «Мать»                          |
| Лучшая работа художника             | • Владимир Ярин, Сергей Онипенко — «Подземелье ведьм»                                                      |
| Лучшая работа художника по костюмам | • Лариса Конникова — «Царская охота»                                                                       |
| Лучшая работа художника по костюмам | • Ганна Ганевская — «Мать»                                                                                 |
| Лучшая работа художника по костюмам | • Надежда Фадеева — «Подземелье ведьм»                                                                     |

### Специальная награда
- Премия в номинации «Честь и достоинство» присуждена Николаю Афанасьевичу Крючкову